# March ör Die
March ör Die (Marcha o muere) es el décimo álbum de estudio de la banda británica de rock Motörhead. Fue grabado y Fue lanzado al mercado en 1992.
Grabado en Music Grinder Studios, Los Ángeles, tres bateristas participaron en la grabación del álbum: Phil Taylor, despedido después de grabar "I Ain't No Nice Guy", Tommy Aldridge quien grabó la mayoría del álbum, y Mikkey Dee, que grabó el sencillo "Hellraiser".
El álbum fue producido por Peter Solley con la excepción de "Hellraiser" que fue producido por Billy Sherwood, y usado en la película de 1992 Hellraiser III: Hell on Earth.
La canción "You Better Run" fue regrabado en 2004 como "You Better Swim" para la película Bob Esponja: La Película.

## Crítica
Aunque el álbum fue editado por una discográfica multinacional, algunos seguidores consideran la grabación del álbum mediocre, comparado con anteriores álbumes. Lemmy dijo que el álbum hubiera sido un éxito, si la discográfica hubiera distribuido mejor el videoclip de "I Ain't No Nice Guy".

### Artistas invitados
- Ozzy Osbourne (voz adicional en "I Ain't No Nice Guy")
- Slash (solo en "I Ain't No Nice Guy" y guitarra adicional en "You Better Run").

El 17 de julio de 1992, Lemmy y Würzel hicieron que Tommy Vance grabara sus opiniones sobre el álbum, apareciendo dicha grabación en el programa The Friday Rock Show el 31 de julio. Durante el programa se radiaron siete canciones del álbum.

## Lista
1. "Stand" (Phil Campbell, Würzel, Lemmy) – 3:31
2. "Cat Scratch Fever" (Ted Nugent) – 3:52
3. "Bad Religion" (Campbell, Würzel, Lemmy) – 5:01
4. "Jack the Ripper" (Campbell, Würzel, Lemmy) – 4:39
5. "I Ain't No Nice Guy" (Lemmy) – 4:18 (con Ozzy Osbourne y Slash)
6. "Hellraiser" (Lemmy, Ozzy Osbourne, Zakk Wylde) – 4:35
7. "Asylum Choir" (Campbell, Würzel, Lemmy) – 3:40
8. "Too Good to Be True" (Campbell, Würzel, Lemmy) – 3:36
9. "You Better Run" (Lemmy) – 4:51 (con Slash)
10. "Name in Vain" (Campbell, Würzel, Lemmy) – 3:06
11. "March ör Die" (Lemmy) – 5:41

## Personal
- Lemmy Kilmister - bajo, voz, arreglos de violonchelo
- Phil Campbell (aparece en los créditos como Zööm) - guitarra
- Würzel - guitarra rítmica
- Tommy Aldridge - batería[3]
- Phil "Philthy Animal" Taylor - batería en "I Ain't No Nice Guy"
- Mikkey Dee - batería en "Hellraiser"

con:
- Peter Solley - teclados, arreglos de violonchelo
- Slash - solo de guitarra "I Ain't No Nice Guy" y guitarra en "You Better Run"
- Ozzy Osbourne - voz adicional en "I Ain't No Nice Guy"

- Producido por Peter Solley en Music Grinder Studios, excepto "Hellraiser" , producido por Billy Sherwood
- Ingeniería de Casey McMackin, excepto "Hellraiser", de Tom Fletcher
- Ingenieros asistentes: Lawrence Ethan and Tim Nitz
- Mezclado en Sound Castle Studios
- Masterizado por Steve Hall en Future Disc Systems